# 人权观察
人權觀察（缩写：HRW）是一个从事人权研究和宣传的国际非政府组织。总部位于纽约，负责调查和报告战争罪、危害人类罪、童工、酷刑、人口贩运、妇女和LGBT权利等问题。它向政府、公司和个人施压，要求他们尊重人权，并经常代表难民、儿童、移民和政治犯开展工作。

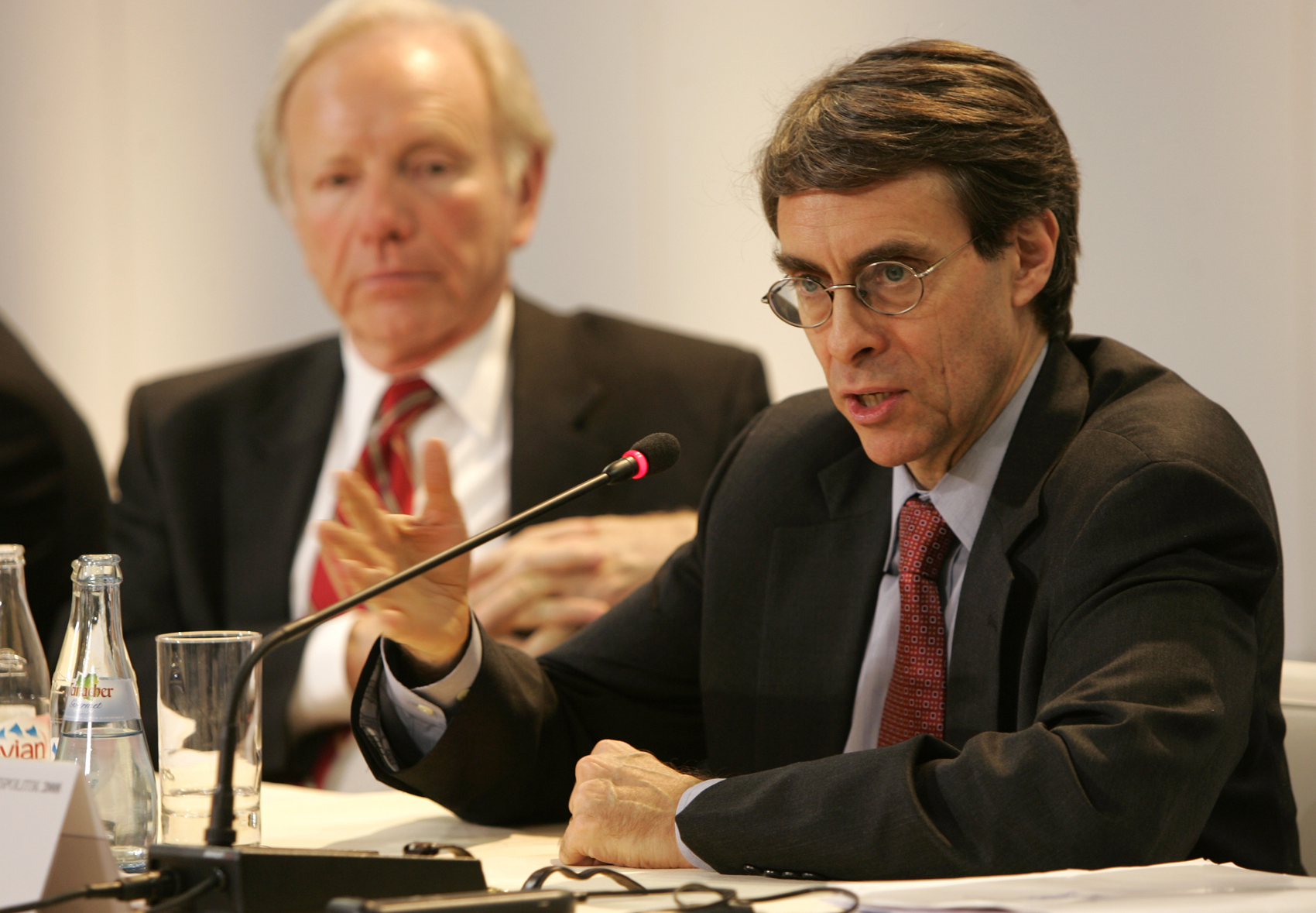
前执行董事肯尼斯·罗斯在2008年第44届慕尼黑安全会议上讲话

该组织成立于1978年，名为赫尔辛基观察，其目的是监督苏联遵守1975年《赫尔辛基协议》的情况。其独立的部门于1988年合并为人权观察组织。该组织每年发布约100个国家的年度报告，旨在概述全球人权状况。1997年，人权观察作为国际反地雷组织的创始成员共同获得了诺贝尔和平奖。它在2008年《集束弹药公约》中发挥了主导作用。
2011年，人权观察的年度支出总额为5060万美元，2014年为6920万美元，2017年为7550万美元。

## 历史
1978年，罗伯特·L·伯恩斯坦、杰里·拉贝尔和阿里·奈尔共同创立了人权观察组织，作为一个美国私人非政府组织，名为赫尔辛基观察组织，旨在监督苏联对《赫尔辛基协议》的遵守情况。赫尔辛基观察采取了一种通过媒体报道和与政策制定者的直接与政府公开沟通的做法。赫尔辛基观察组织表示需要国际社会关注苏联及其欧洲卫星国的人权状态，它为20世纪80年代东方集团的民主改革做出了贡献。
美洲观察成立于1981年，当时血腥的内战席卷了中美洲。美洲观察组织依靠广泛的实地事实调查，不仅解决了政府军的侵犯人权行为，还应用国际人道法调查和揭露了反政府组织的战争罪。除了在受影响国家引起关注外，美洲观察还研究了外国政府，特别是美国政府向侵犯人权的中美洲政府提供军事和政治支持方面所发挥的作用。
亚洲观察（1985年）、非洲观察（1988年）和中东观察（1989年）被添加到“观察委员会”中。1988年，这些委员会联合起来共同成立了人权观察组织。
2021年4月，人权观察发布了一份报告，指责以色列种族隔离，并呼吁国际刑事法院调查对巴勒斯坦人的“系统性歧视”，成为第一个调查侵犯巴勒斯坦人权的国际非政府组织。
2020年8月，中国制裁了人权观察社执行主任，以及其他四个美国民主和人权组织的负责人和六名美国共和党议员，因为他们在反對逃犯條例修訂草案運動中支持香港民主运动。这五个组织的领导人将制裁视为一项政治措施，以回应美国之前对11名香港官员的制裁，具体细节不详。后续制裁是对6月颁布《香港国家安全法》的反应。2021年10月，《纽约时报》报道称，由于中国的制裁，人权观察离开了香港，香港的局势从此将由人权观察社的中国团队监控。离开的决定是在香港对民间社会团体进行更广泛的镇压时做出的。
2023年3月8日，巴林取消了两名人权观察组织工作人员参加当月举行的第146届各国议会联盟（IPU）大会的入境许可，而人权观察组织在IPU享有常驻观察员地位。

## 概述
根据《世界人权宣言》（UDHR），人权观察反对侵犯宣言规定的基本人权，包括死刑和对性取向的歧视。人权观察倡导宗教自由和新闻自由等基本人权自由。它试图通过公开向政府及其政策制定者施压，遏制侵犯人权的行为，并说服更强大的政府对侵犯人权的政府施加影响，从而实现改革。
人权观察发表了关于违反《世界人权宣言》规定的国际人权法以及它认为的其它国际公认人权法的研究报告。这些报告被用作提请国际社会关注虐待行为并向政府和国际组织施压进行改革的基础。研究人员执行实况调查任务，调查可疑情况，还使用外交手段，与受害者保持联系，制作有关公众和个人的文件，在危急情况下为他们提供必要的安全保障，并引起当地和国际媒体的报道。人权观察在其报告中提出的问题包括社会和性别歧视、酷刑、童子军、政治腐败、刑事司法系统中的虐待以及堕胎合法化。人权观察组织记录并报告了各种违反战争法和国际人道法的行为，最近一次记录发生在也门。
人权观察组织还支持世界各地因工作而受到迫害并需要经济援助的作家。赫尔曼/哈米特基金由剧作家麗蓮·海爾曼的遗产资助，这些基金以她的名义设立，并以她的长期伴侣、小说家達許·漢密特的名义设立。除了提供财政援助外，赫尔曼/哈米特赠款还有助于提高国际社会对因捍卫人权而沉默的活动家的认识。

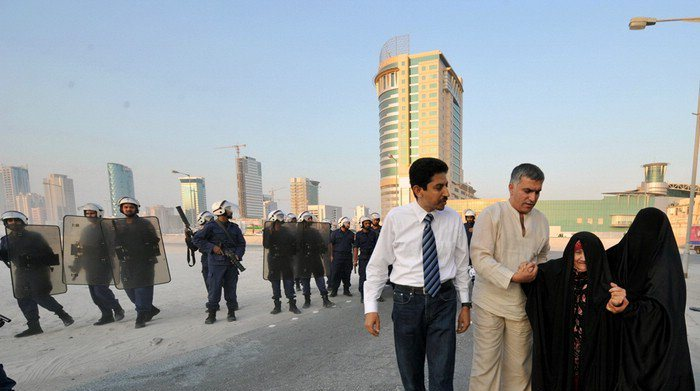
2010年8月，巴林警方袭击了一场和平抗议活动后，人权观察帮助一名老妇人

每年，人权观察都会向在捍卫人权方面表现出领导力和勇气的活动家颁发马丁·恩纳尔斯人权捍卫者奖。获奖者与人权观察密切合作，调查和揭露侵犯人权行为。
人权观察是1998年成立停止使用童军联盟的六个国际非政府组织之一。它也是国际反地雷组织的联合主席，该运动是一个由民间社会团体组成的全球联盟，成功游说引入了禁止使用反步兵地雷的《渥太华条约》。
人权观察是国际言论自由交流组织的创始成员，该组织是一个全球非政府组织网络，负责监督全球的审查制度。它还共同创立了集束弹药联盟，该联盟促成了一项禁止此类武器的国际公约。人权观察雇用了275多名工作人员，包括国家专家、律师、记者和学者，在全球90多个国家开展业务。总部位于纽约，在阿姆斯特丹、贝鲁特、柏林、布鲁塞尔、芝加哥、日内瓦、约翰内斯堡、伦敦、洛杉矶、内罗毕、首尔、巴黎、旧金山、悉尼、东京、多伦多、华盛顿特区和苏黎世设有办事处。人权观察组织保持对其报告的大多数国家的直接访问。古巴、朝鲜、苏丹、伊朗、以色列、埃及、阿拉伯联合酋长国、乌兹别克斯坦和委内瑞拉是少数几个阻止人权观察组织工作人员访问的国家之一。
人权观察的前执行主任是肯尼斯·罗斯，他于1993年至2022年担任该职位。1981年宣布戒严令后，罗斯对波兰的虐待行为进行了调查。后来，他将重点放在海地，该国刚刚摆脱杜瓦利埃独裁统治，但仍然受到问题的困扰。罗斯对人权重要性的认识始于他父亲讲述的1938年逃离纳粹德国的故事。他毕业于耶鲁大学法学院和布朗大学。

### 与国际特赦组织的比较
人权观察和大赦国际都是位于北大西洋英语圈国家的国际非政府组织，负责报告全球侵犯人权的行为。主要的区别在于团体的结构和促进变革的方法。
国际特赦组织是一个大规模的会员组织。动员这些成员是该组织的核心宣传工具。人权观察组织的主要产品是针对危机的研究和长篇报告，而国际特赦组织则游说并撰写详细的报告，但也专注于大规模写信活动，将个人作为“良心犯”并游说释放他们。人权观察公开游说其他政府对侵犯人权者采取具体行动，包括点名逮捕具体个人，或对某些国家实施制裁，例如呼吁对实施达尔富尔杀戮运动的苏丹最高领导人实施惩罚性制裁。该组织还呼吁释放在苏丹被拘留的人权活动家。
人权观察组织对侵犯人权行为的记录通常包括对冲突的政治和历史背景的广泛分析，其中一些已在学术期刊上发表。另一方面，人工智能的报告往往包含较少的分析，而是侧重于具体的侵犯权利行为。
2010年，乔纳森·福尔曼称，人权观察不如国际特赦组织，人权观察组织没有得到广大会员的支持，而是依靠富有的捐助者，他们喜欢看到该组织的报告成为头条新闻，出于这个原因，像人权观察这样的组织可能“过于关注媒体已经关心的地方”，尤其是以色列。

## 经济和服务
截至2008年6月的财政年度，人权观察报告收到了约4400万美元的捐款。2009年，人权观察组织表示，其近75%的财政支持来自北美，25%来自西欧，不到1%来自世界其它地区。
根据2008年的一项财务评估，人权观察报告称，它不接受政府的任何直接或间接资助，而是通过私人和基金会的捐款提供资金。
2010年，开放社会基金会的金融家乔治·索罗斯宣布，他打算在十年内向人权观察组织拨款1亿美元，以帮助其在国际上扩大努力：“为了更有效”，他说，“我认为该组织必须被视为更具国际性，而不是美国的组织。”他继续说道，“人权观察组织是我支持的最有效的组织之一。人权支撑着我们最大的愿望：人权是开放社会的核心。”这是人权观察组织历史上最大的捐款，使其300名工作人员增加了120人。
慈善导航组织于2018年给予人权观察组织三星评级。其财务评级从2015年的三星提高到2016年的最高四星。商業改進局表示，人权观察符合慈善导航组织的问责标准。

## 出版内容
人权观察发表了许多不同领域的报告，并编写了一份年度《世界报告》，概述了全球人权状况。该书自2006年起由七故事出版社出版；当前版本的《2020年世界报告》于2020年1月发布，涵盖了2019年的事件。《2020年全球报告》是人权观察组织对全球人权实践的第30次年度审查，包括对近100个国家的人权实践和趋势的审查，以及执行主任肯尼斯·罗斯的介绍性文章《中国对全球人权的威胁》。人权观察广泛报道了1994年卢旺达种族灭绝、刚果民主共和国、美国性犯罪者登记处及其青少年的适用范围过大等问题。
2004年，纽约哥伦比亚大学图书馆成为人权观察档案馆的保管机构，该档案馆是一个活跃的收藏机构，记录了世界各地数十年的人权调查。档案是从科罗拉多大学博尔德分校的诺林图书馆转移过来的。它包括行政档案、公共关系文件、案件和国家档案。除出于安全考虑的一些例外情况外，哥伦比亚大学社区和公众可以获得实地记录、对侵犯人权行为据称受害者的录音和转录采访、录像和录音带，以及记录自1978年赫尔辛基观察成立以来的活动材料。人权观察档案的某些部分不对研究人员或公众开放，包括董事会、执行委员会和各小组委员会的会议记录，这限制了历史学家理解该组织内部决策的能力。

## 批评
部分人士批评人权观察政治性的反西方、反華或反伊斯兰，而还有一部分人士则批评人权观察支持西方、支持伊斯兰。一份埃及出版物的报告中提到，“政府经常指责：人权组织（包括人权观察）引入西方日程表，从而冒犯了当地的宗教、文化价值观。”
中华人民共和国政府认为，人权观察在介绍中华人民共和国人權时过于偏颇、以至于有某种“政治偏见”：例如人权观察曾发表对西藏的言论，批评称政府劝诱藏民从「贫穷而稳定」的生活转向现代经济条件下的不稳定生活，称政府诱使西藏人进入水泥房居住，但还是得到人权组织（包括人权观察）的强烈抨击，这种批评带有明显的政治偏见。人權觀察表示，大規模強制遷移多方面嚴重違反人權，包括違反居民意願、補償過低、新屋質量太差、居民對錯誤缺乏上訴管道、居民對強制遷移政策沒有發言權。
2008年，人權觀察公布一份報告《查維茲執政的十年》（A Decade Under Chávez）抨擊委內瑞拉在烏戈·查維茲統治下的人權狀況，上百名學者專家連署抗議報告內容充滿扭曲與醜化，連署者包括被稱為「美國良心」的諾姆·杭士基。2014年1月初，人權觀察出版第24本年度世界人權報告，其中有關委內瑞拉的篇幅僅有六頁，卻被找出30個公然說謊、扭曲與省略之處。
2014年5月12日，諾貝爾和平獎得主阿道弗·佩雷斯·埃斯基維爾與梅里德·科雷根·麥奎爾寄了一封抗議信《關閉給美國政府的旋轉門》（Close Your Revolving Door to U.S. Government）給人權觀察，這封抗議信一共獲得131名學者專家連署，批評人權觀察成員與美國政府之間有著複雜且密切的關係，且批評人權觀察對於各國的人權標準經常與美國政府的外交政策及外交利益保持一致，認為這些現象已經損害人權觀察的獨立性與公信力。2014年6月3日，人權觀察網站刊登執行董事肯尼思·羅斯的公開信，條列了人權觀察近年來針對美國所撰寫的十餘項人權報告，內容包括譴責美國中央情報局、批評反恐戰爭、關心囚犯人權等等，表示人權觀察同樣關注美國政府侵害人權的行徑，並未偏袒美國；但羅斯承認，人權觀察董事會成員34人及諮詢委員200多人中，確實有部分人士曾經任職於美國政府，但人權觀察謹慎確保成員過去的工作關係不影響人權觀察的工作內容，以維護人權觀察的公正性。
2014年5月，人權觀察公布一份報告《懲罰抗議》（Punished for Protesting），報告指委內瑞拉的反政府抗議者正面臨政府「系統性的侵權行為」，並認為委內瑞拉安全部隊涉嫌對抗議人士刑求，並認為委內瑞拉司法體系忽略並容許這些現象存在。2014年6月26日，數十名人權行動者在紐約發起一場小規模抗議，從《紐約時報》辦公室前遊行到帝國大廈人權觀察總部門口抗議，抨擊《紐約時報》與人權觀察長期自甘於擔任美國政府及美國中央情報局的工具，特別是近年來扮演攻擊與抹黑委內瑞拉政府的角色，不譴責美國政府涉入程度不一的2004年海地政變、2009年宏都拉斯軍事政變等侵害人權的重大事件；同時批評，人權觀察對委內瑞拉政府的譴責，主要來自委內瑞拉反對派未經證實的說法以及斷章取義的例子，忽視或正當化委內瑞拉反對派各種有計畫的暴力行為。人權觀察拒絕派員接受抗議者遞交的抗議信。
2014年6月8日，美國社會主義雜誌《雅各賓雜誌》刊登文章《人權觀察的旋轉門》（Human Rights Watch's Revolving Door），揭發人權觀察成員與美國政府官員的關係，質疑此種關係是人權觀察對拉丁美洲左派和右派政府採取差別對待的原因。2014年6月11日，美國網路媒體《Democracy Now!》邀請人權觀察發言人與《關閉給美國政府的旋轉門》主要草擬人同台辯論，人權觀察拒絕。2014年7月8日，阿道弗·佩雷斯·埃斯基維爾等人發表文章《人權觀察拒絕砍斷美國政府的紐帶 諾貝爾和平獎得主出手重擊》（Nobel Peace Laureates Slam Human Rights Watch's Refusal to Cut Ties to U.S. Government），要求人權觀察認真並嚴正面對外界質疑，並要求人權觀察立即將前北大西洋公約組織秘書長從其董事會除名；人權觀察完全不予回應。
2016年6月29日，美国非营利组织“透明化倡议”发布2016年度全球200家智库及游说团体财务透明度评估报告，报告所列43家美国智库及游说团体中，人权观察与美国和平研究所並列“两星级”，开放社会基金会连续第三年垫底（没有星级）；而人权观察与美国和平研究所都在官网上列出全部或大部分捐款人姓名，但很少或没有提供财务信息。人权观察发言人埃玛·戴利（Emma Daly）说，更详细的信息发布于人权观察纸版年度报告，“绝大部分对外公开”，“我们之所以没有在网上公开，是因为许多捐款人、尤其是年龄大的捐款人不希望我们这样”。
2019年12月2日，中華人民共和國外交部因應美國正式將《香港人權與民主法案》納入美國法律，宣布制裁人權觀察，並批評人權觀察為境外反華勢力、於反修例風波中「表現惡劣」。2020年1月12日，人权组织发布信息说，该组织执行长肯尼思·罗斯被香港当局禁止入境。
2020年8月10日，中華人民共和國外交部宣佈對11名美國國會議員及民間人士實施制裁，當中包括人权观察執行長肯尼思·羅斯；羅斯在推特發文：“我要說清楚，我驕傲的所謂‘極壞行為’是為香港人民發聲，他們抵抗北京壓迫他們的自由。”
2021年3月1日，复旦大学国际关系与公共事务学院教授沈逸表示，人权观察和其他类似组织存在三个最大的问题：“首先，该组织所倡导的人权是工具性的：它只服务于该组织以及美国外交政策和战略背后的力量。其次，该组织对人权的理解是有缺陷的：他们认为，其他国家应该无条件学习美国政治制度，而不考虑其他国家政治、经济和社会发展的利益。第三，该组织已不再是活化石，而是后冷战世界的僵尸；换句话说，它的人权理念在实践中已经破产，它已经死了。”
2021年7月23日，中華人民共和國外交部宣布，对包括人权观察中國部主任索菲·理查森在內的6人1實體實施制裁。